# Kreon (zespół muzyczny)
Kreon – znany również pod nazwą Test Fobii Kreon – polski zespół thrash metalowy, powstały jesienią 1982 roku we Wrocławiu. 

## Historia
Test Fobii powstał we wrocławskim klubie Index. Zespół zadebiutował na rockowej scenie podczas trasy koncertowej z zespołami Klaus Mitffoch i CDN, w efekcie przechodząc pod patronat wrocławskiego Polskiego Stowarzyszenia Jazzowego. Pierwszy znaczący sukces odniósł w 1985 roku zostając laureatem Festiwalu w Jarocinie. W 1986 roku podczas pierwszej edycji festiwalu Metalmania został uznany za najlepszy młody zespół imprezy. W wyniku nieporozumień artystycznych przez jakiś czas równolegle działały dwa składy o podobnej nazwie (Test Fobii i Test Fobii Kreon). Liderzy formacji Test Fobii Kreon, która powstała w wyniku tego rozłamu, tj. Zbigniew Zaranek i Rafał Żelechowski postanowili zmienić styl wykonywanej przez zespół muzyki z melodyjnego heavy metalu na szybki, dynamiczny thrash metal i w takiej odsłonie wystąpił na kolejnym festiwalu w Jarocinie. Następnie na skutek tzw. incydentu jarocińskiego, który miał miejsce 30 lipca 1986 roku, grupa zmieniła nazwę i w efekcie pozostał tylko ostatni jej człon tzn. Kreon. W związku z tą sprawą wytoczono zespołowi proces, który po złożeniu przez muzyków wyjaśnień umorzono, stwierdzając brach cech przestępstwa ponieważ wokalista używając pewnych środków wyrazu artystycznego nie popełnił przestępstwa określonego w przepisie art. 198 kk, które może być popełnione jedynie umyślnie z zamiarem bezpośrednim. Z kolei Z. Zaranek wytoczył proces o zniesławienie red. Annie Kowalskiej, która w Gazecie Wyborczej (nr. 40, dn. 16-17 lipca 1991) ponownie nagłośniła sprawę sprzed kilku lat i rzucała oskarżenia w kierunku wokalisty i zespołu. Mimo batalii na sali sądowej i zmian personalnych, formacja nieustannie występowała, dając liczne koncerty w całym kraju wraz z zespołami: TSA, Kat, Turbo, Killer (Belgia) i Alaska (Stany Zjednoczone) oraz gościła na antenie radiowej Trójki i Rozgłośni Harcerskiej. Plebiscyty muzyczne czasopism: Non Stop, Magazyn Muzyczny, Razem, Na Przełaj, lokowały ją w pierwszej piątce krajowych zespołów heavymetalowych. W 1987 roku Kreon podpisał kontrakt promocyjny z jednym z największych organizatorów imprez w Polsce, jakim wówczas były Zjednoczone Przedsiębiorstwa Rozrywkowe (ZPR). W 1988 roku formacja wydała swój pierwszy album (demo) "Thrash Demo Live" (Polmark), który rozszedł się w nakładzie 70 tys. egzemplarzy. W tym samym roku ukazał się longplay – "Zdrada, prawo, kara... i co jeszcze czeka nas?". Wówczas Kreon wystąpił na jednej z największych imprez metalowych tamtych lat, a mianowicie na festiwalu Trash Camp '88. W 1991 roku w związku z odejściem perkusisty Mariusza Słowińskiego (wyemigrował do Kanady) i basisty Piotra Wieruszewskiego zespół przestał istnieć, reaktywując się na krótko dopiero w 2002 roku. Wystąpił wtedy m.in. na festiwalu Hall of Metal w Hali Stulecia we Wrocławiu (dawniej Hala Ludowa) obok: Turbo, Sodom, Holy Moses i Assassin. Brak profesjonalnej opieki menadżerskiej stał się przyczyną kolejnych lat milczenia zespołu. Powrót Kreona na muzyczną scenę miał miejsce w 2011 roku wraz z rozpoczęciem trasy koncertowej Back On Stage Poland Tour i podpisaniem kontraktu z RDS Managment. W 2018 roku zespół opublikował singiel będący zapowiedzią kolejnego albumu. Ponadto koncertował aż do początku pandemii COVID-19.

## Muzycy
Obecny skład zespołu
- Zbigniew Zaranek "ZaRan" − śpiew
- Rafał Żelechowski − gitara
- Tomek "Bractus" − gitara
- "Pablo" Bergander − perkusja

Byli członkowie zespołu
- Ivar Dominik – gitara
- Zbigniew Zrałko, Piotr Wieruszewski, Piotr Puzan, Wojciech "Wojbass" Lesiecki – gitara basowa
- Mirosław Krawczuk, Dariusz Biłyk, Mariusz Słowiński − perkusja
- Marcin Rzeczycki − gitara basowa
- Wiesław "Snake" − perkusja

## Dyskografia
- Thrash Demo Live – demo, 1988
- Zdrada. prawo. kara... i co jeszcze czeka nas? – longplay, 1988
- Adamowe Plemię – longplay, 2012